# 南昌老营房机场
南昌老营房机场于1929年11月建成，是中华民国空军四大军事基地之一。二战时为军用机场。二战后曾开设上海-福州-南昌-海口航线。中华人民共和国成立后所有航班转移到南昌向塘机场，南昌老营房机场关闭。机场的跑道部分位于现江西师范大学内。